# ヤン・フロデノ
ヤン・フロデノ（Jan Frodeno、1981年8月18日 - ）は、ドイツのトライアスロン選手である。2008年の北京オリンピックで金メダルを獲得した。
フロデノはケルンで生まれ、15歳の時に南アフリカ共和国で水泳を始めた。トライアスロンは2000年から始めた。ドイツに戻ってトライアスロン・ブンデスリーガに参戦し、2002年にナショナルチームに選ばれた。現在は、ザールブリュッケンのオリンピックトレーニングセンターで訓練している。オリンピックで優勝する前の最高成績は、2007年世界選手権での6位入賞 と同年のドイツ選手権優勝であった。また、2005年から2008年までのワールドカップで、何度か2位や3位に入っていた。
2008年の北京オリンピックでの金メダル獲得は驚きを持って迎えられた。彼は2000年のシドニーオリンピック優勝者であるサイモン・ホイットフィールドを最後のスプリントで破り、2008年の世界チャンピオンであるハビエル・ゴメスを4位に退けた。この勝利は、彼の27回目の誕生日の翌日のことであった。
フロデノは2013年に北京オリンピック女子トライアスロン金メダリストのエマ・スノーシルと結婚した。